# Mudi (Népal)
Mudi (en népalais : मुदी) est un comité de développement villageois du Népal situé dans le district de Myagdi. Au recensement de 2011, il comptait 2 503 habitants.